# Zielona (rzeka)
Zielona (Szalona) – rzeka, lewostronny dopływ Oławy, wpadający do niej w południowo-wschodniej części Wrocławia. Długość rzeki wynosi 23,79 km. Źródła Zielonej znajdują się w okolicach miasta Oławy. Do Wrocławia wpływa z Radwanic w rejonie zajezdni autobusowej i pętli autobusowej przy ul. Tyskiej, przepływa pomiędzy Księżem Wielkim a Świątnikami i po pokonaniu w granicach miasta ok. 2,2 km wpada do Górnej Oławy w Parku Wschodnim.
W dolnym swym biegu, tuż przed ujściem do Oławy, Zielona przyjmuje z lewej strony – przy moście Świątnickim – swój dopływ, Krzywy Potok.